# فراسيون نبعي
الفراسيون النبعي (باللاتينية: Marrubium fontianum) نوع نباتي من جنس الفراسيون يتبع الفصيلة الشفوية.

## الموئل والانتشار
موطنه المغرب العربي.